# Famille Allard
Pour les articles homonymes, voir Allard.
 (juillet 2024).
Si vous disposez d'ouvrages ou d'articles de référence ou si vous connaissez des sites web de qualité traitant du thème abordé ici, merci de compléter l'article en donnant les références utiles à sa vérifiabilité et en les liant à la section « Notes et références ».

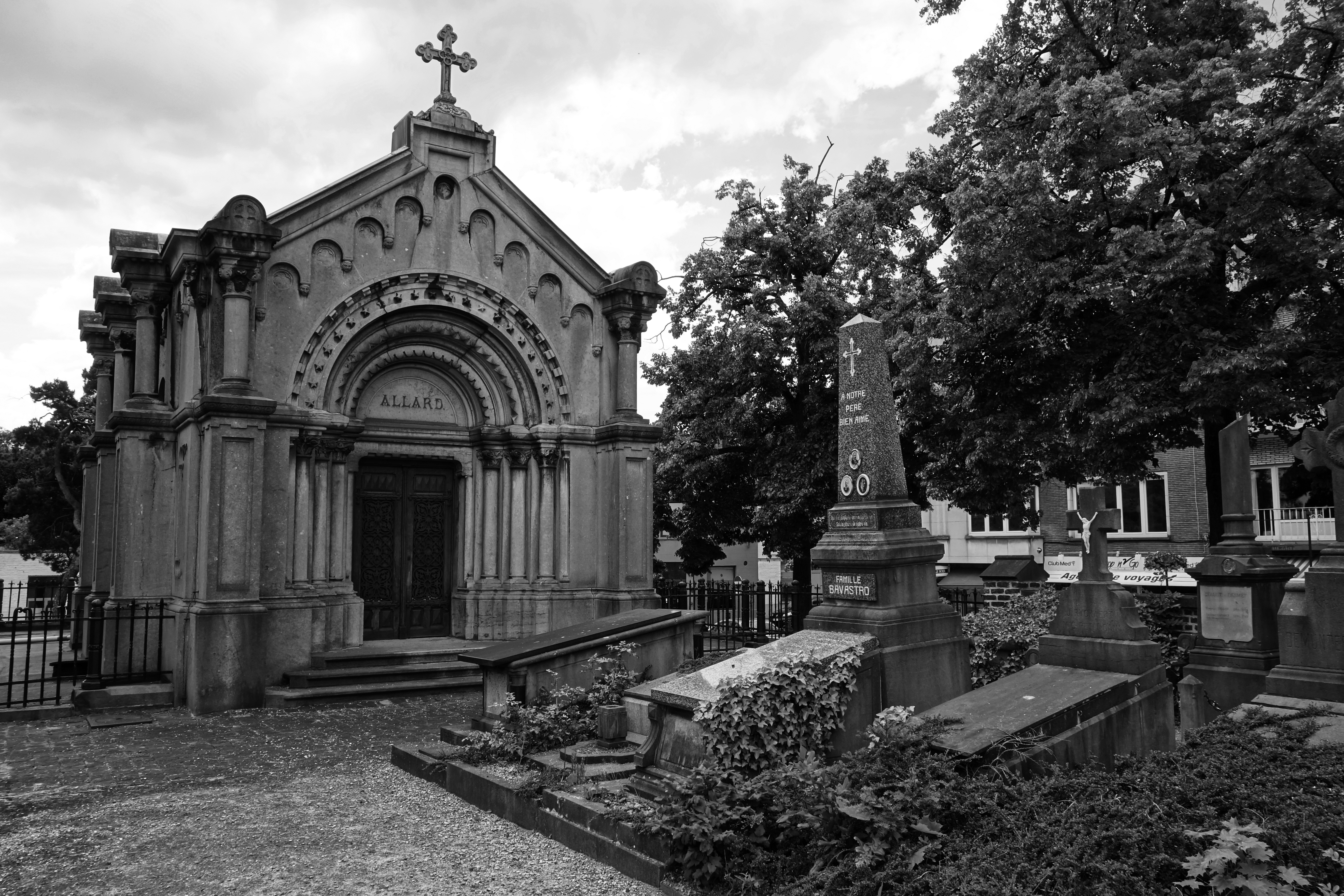
Le mausolée Allard à Uccle, cimetière du Dieweg.

La famille Allard est, à partir du XIXe siècle, une famille d'orfèvres, monnayeurs, financiers et hommes d'affaires belges. Originaire de Wavre, cette famille dont une branche est anoblie en 1929, s'est établie à Bruxelles au XVIIIe siècle.

## Filiation
- Antoine Allard, tailleur d'habit demeurant à Wavre, a épousé à Wavre le 9 novembre 1722 Jeanne-Marie Delforge, dont :
  - Martin Allart (Wavre 1728- ), reçu bourgeois de Bruxelles[1] le 29 mai 1752, maître cordonnier[2], originaire de Wavre, fut doyen de la corporation des cordonniers et corroyeurs[3] de Bruxelles en 1788.
  - Pierre François Allaer ou Allard (Wavre 1730- Bruxelles 1813), frère du précédent, fut reçu bourgeois de Bruxelles[4] le 18 février 1755, maître cordonnier, doyen[5] de la corporation des cordonniers et corroyeurs en 1783, puis messager à la mairie de Bruxelles[6].

- - 
    - Martin Joseph Allard, cordonnier[7], né le 22 juillet 1771 et décédé le 27 avril 1844, épousa en 1798 Marie Françoise Josèphe Alexandrine Smeesters. Dont :
      - Gustave Allard (1803-1869), avocat des domaines en 1830, garde civique pendant la révolution belge, bâtonnier de l'Ordre[8].
        - Ernest Allard (1840-1878), avocat et homme politique belge.

      - Philippe Joseph Allard dit Josse (1805-1877), orfèvre, directeur de la Monnaie royale de Belgique et banquier.
        - Victor Allard (1840-1912), banquier et homme politique belge.
          - Josse Allard (1868-1931), baron (1929), banquier et homme d’affaires belge.
            - Antoine Allard (1907-1981), baron (1931), artiste peintre, pacifiste et cofondateur d'Oxfam Belgique.
            - Olivier Allard (1910-1981), écuyer (1929), baron (1981), financier belge et homme de confiance du prince Charles de Belgique. Il épousa Maggy Allard, née Ozil, président-directeur général de l'École universelle.

## Anoblissement
- 28 décembre 1929 à Bruxelles par le roi Albert Ier : concession de noblesse héréditaire et du titre de baron transmissible par ordre de primogéniture mâle en faveur de Josse Louis Victor Allard[9].
- Les armes enregistrées à cette occasion se blasonnent: "D'azur à cinq besants partis d'or et d'argent posés en croix" et la devise se décline en néerlandais : « Rust roest ».

## Portraits

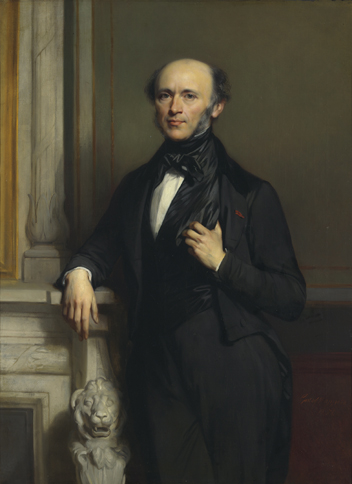
Joseph-Gustave Allard (1803-1869)
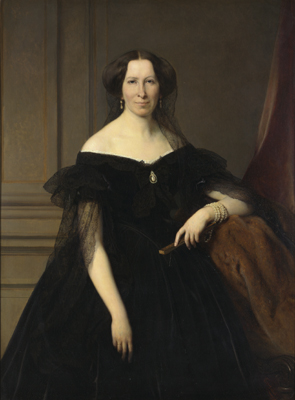
madame Joseph-Gustave Allard (1811-1886)
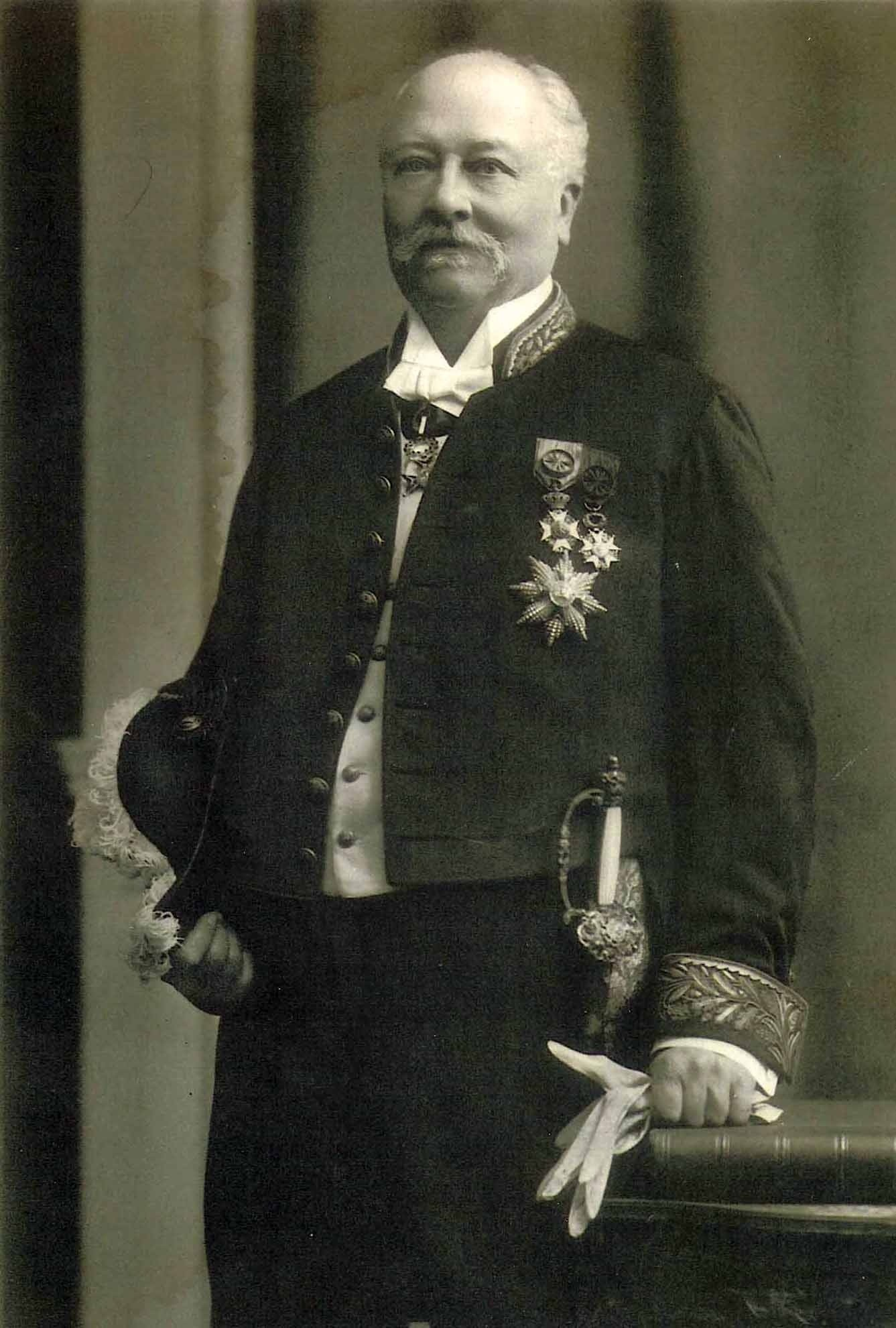
Victor Allard
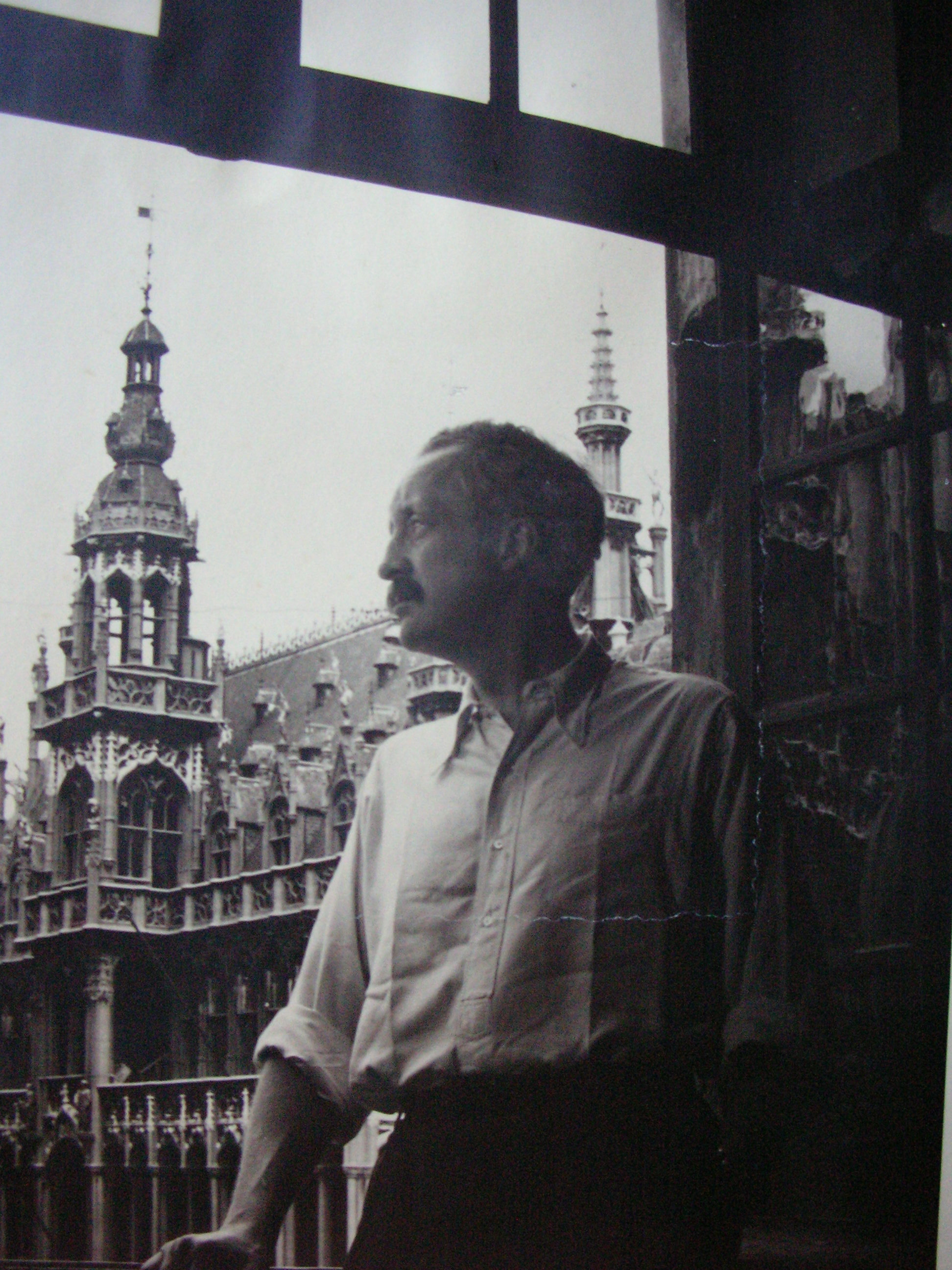
Antoine Allard
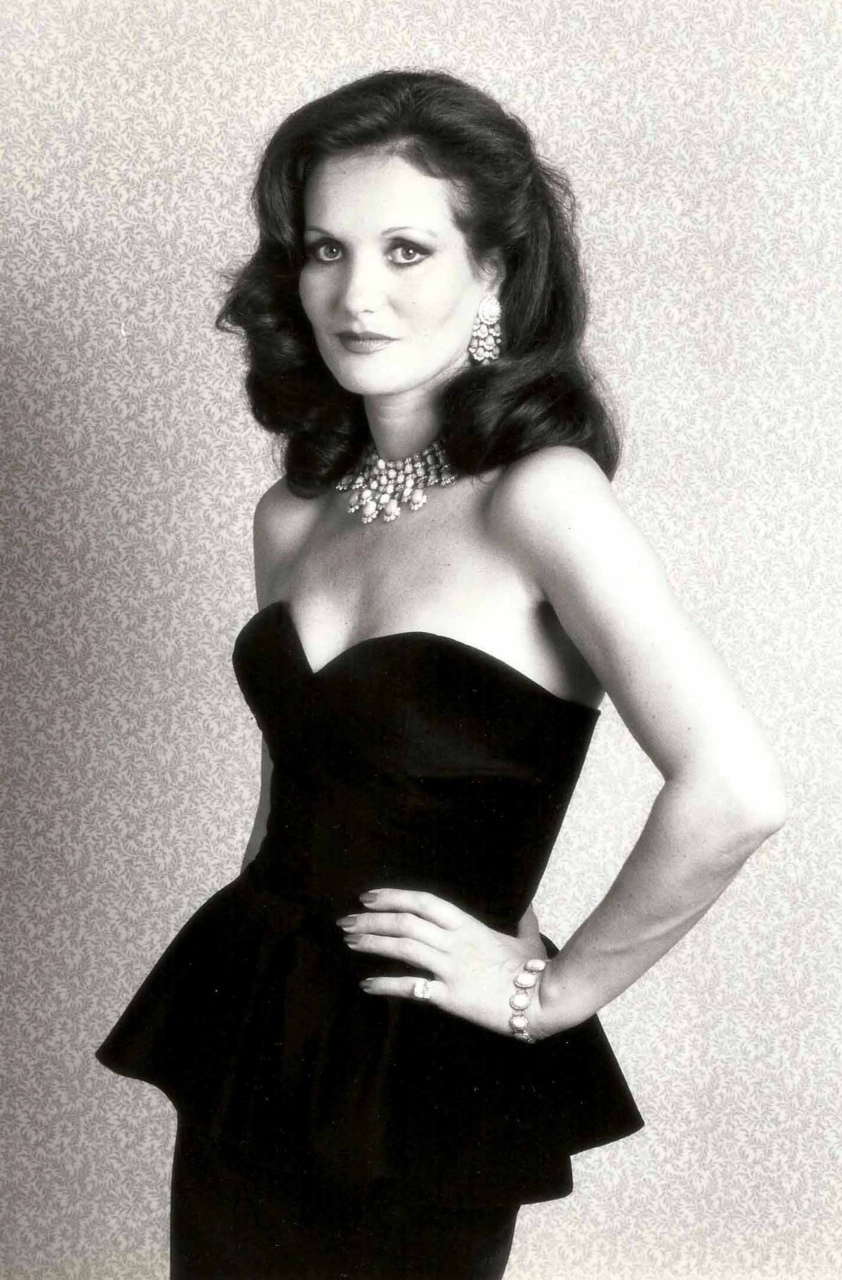
Isabelle Allard
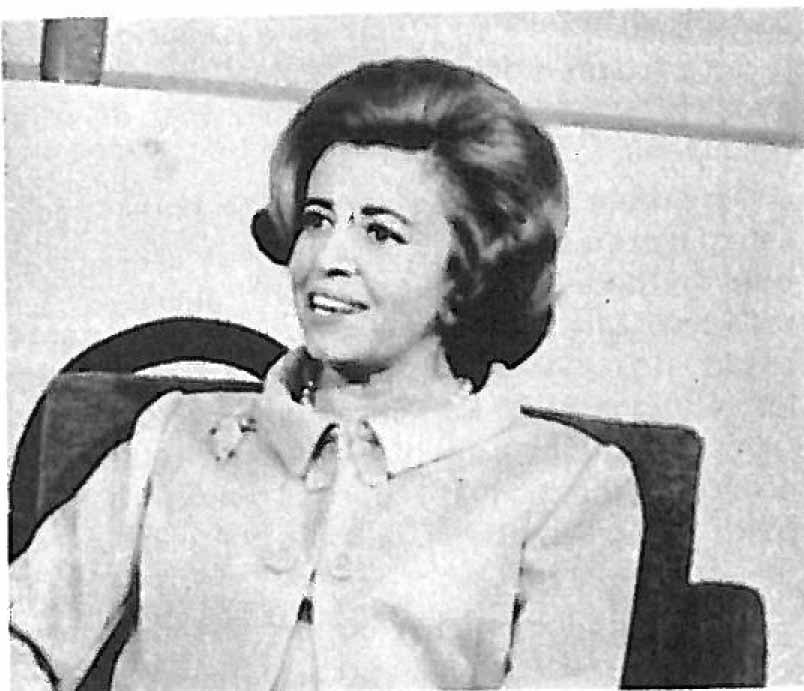
Maggy Allard